# Holkarna
Holkarna är en sjö i Falkenbergs kommun i Halland och ingår i Ätrans huvudavrinningsområde.